# Мемориальный музей Кристионаса Донелайтиса
Литературный музей в п.Чистые Пруды — мемориальный музей литовского поэта Кристионаса Донелайтиса, филиал Калининградского областного историко-художественного музея. Располагается в посёлке Чистые Пруды. В мемориальный комплекс музея входит лютеранская церковь и пасторский дом. Здания музея охраняется государством.

## История
Пастор Кристионас Донелайтис приехал в деревню Толльмингкемен (ныне — Чистые Пруды) в 1743 году и служил в местной кирхе до своей смерти в 1780 году. Вместо обветшавшей кирхи он построил новую каменную, перестроил здание пасторского дома, построил на свои средства дом для пасторских вдов и новую школу вместо сгоревшей старой. Храм не пострадал во время Великой Отечественной войны. В 1964 году было принято решение о реставрации здания бывшей лютеранской кирхи. В 1979 году был открыт музей Кристионаса Донелайтиса. В 1998 году Каунасское реставрационное управление отремонтировало дом пастора, где Донелайтис написал знаменитую поэму «Времена года». Коллекция музея насчитывает более 200 экспонатов.

## Галерея

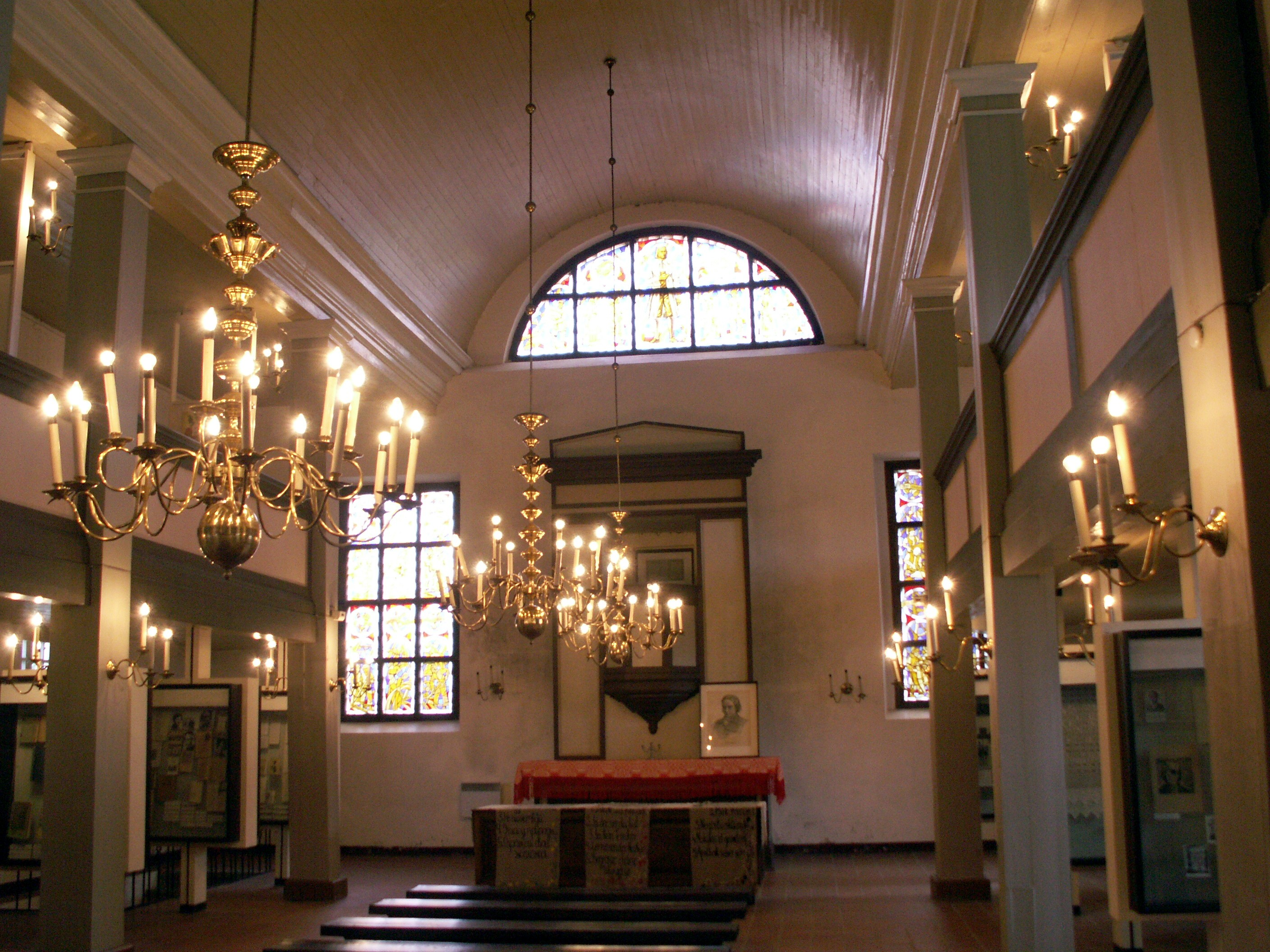
Интерьер здания Кирхи
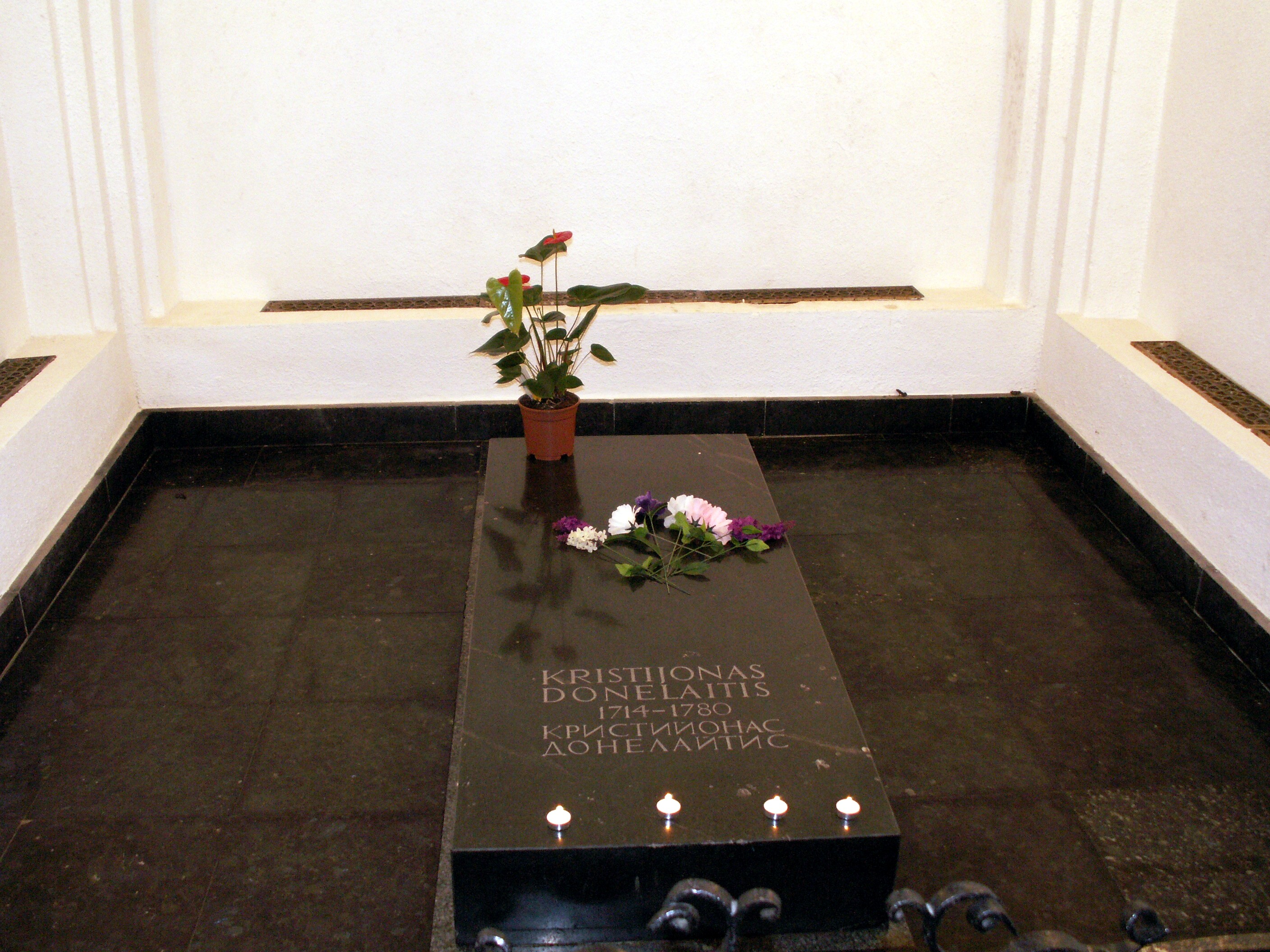
Могила К. Донелайтиса
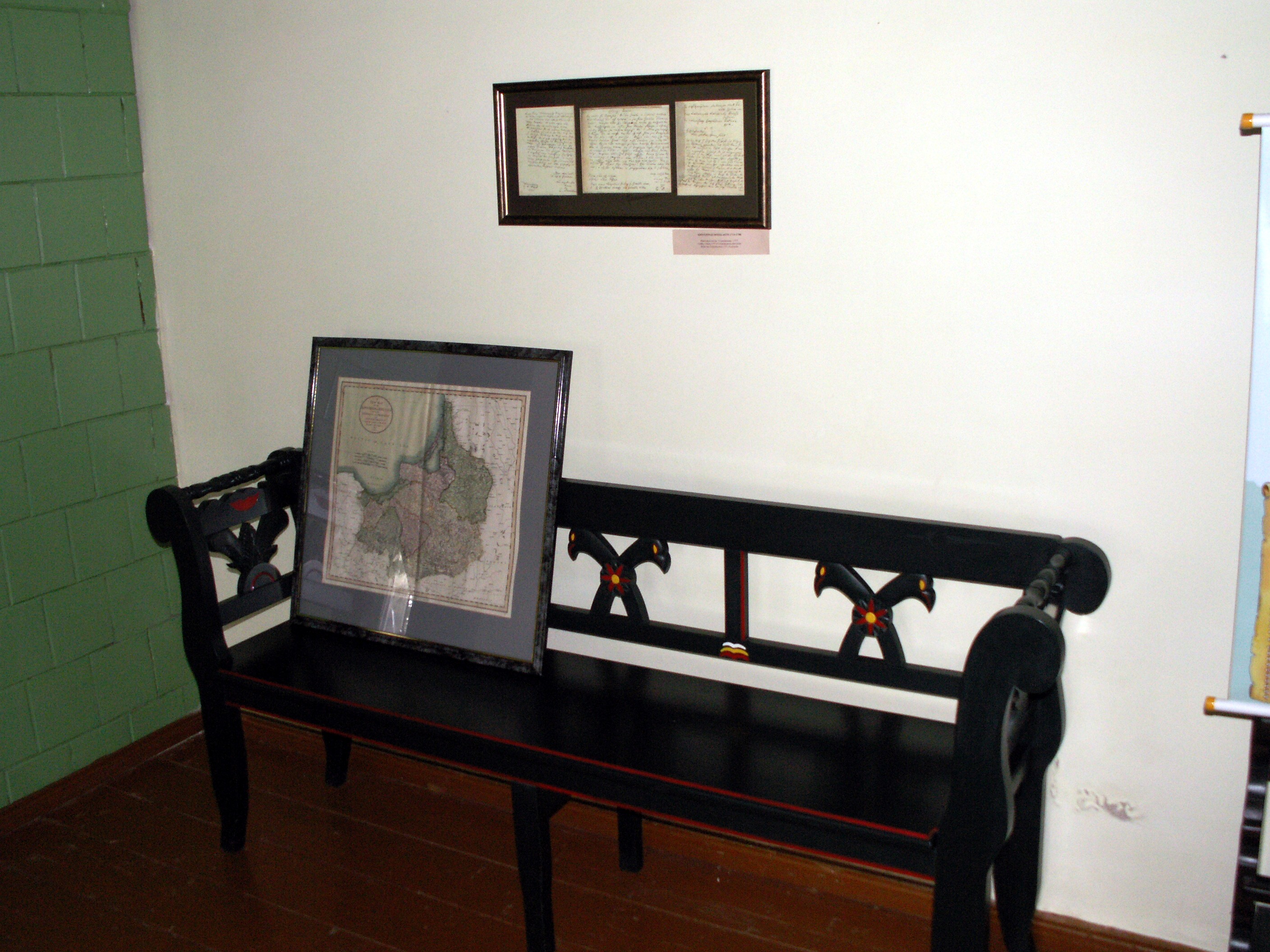
Внутри пасторского дома
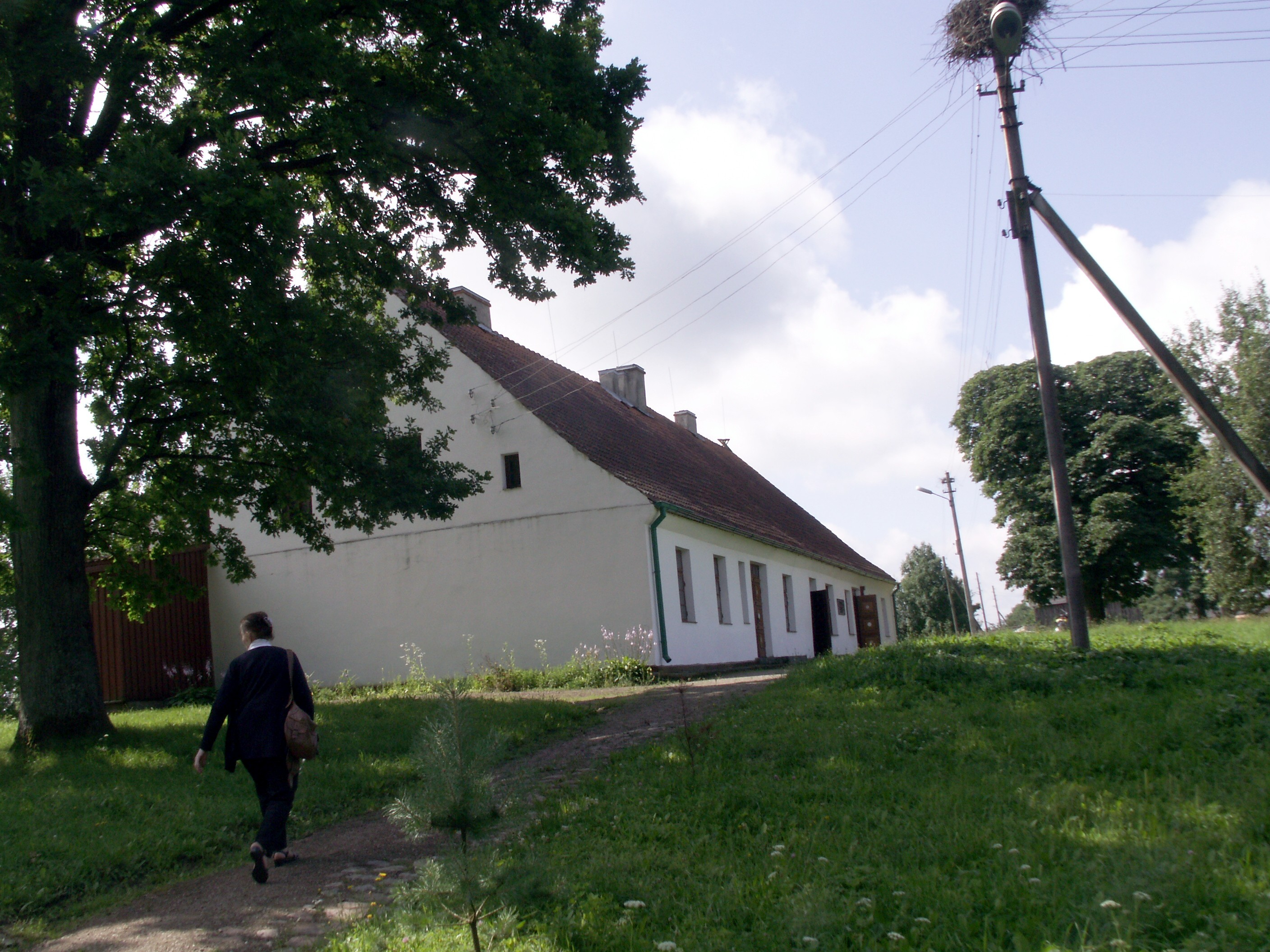
Пасторский дом
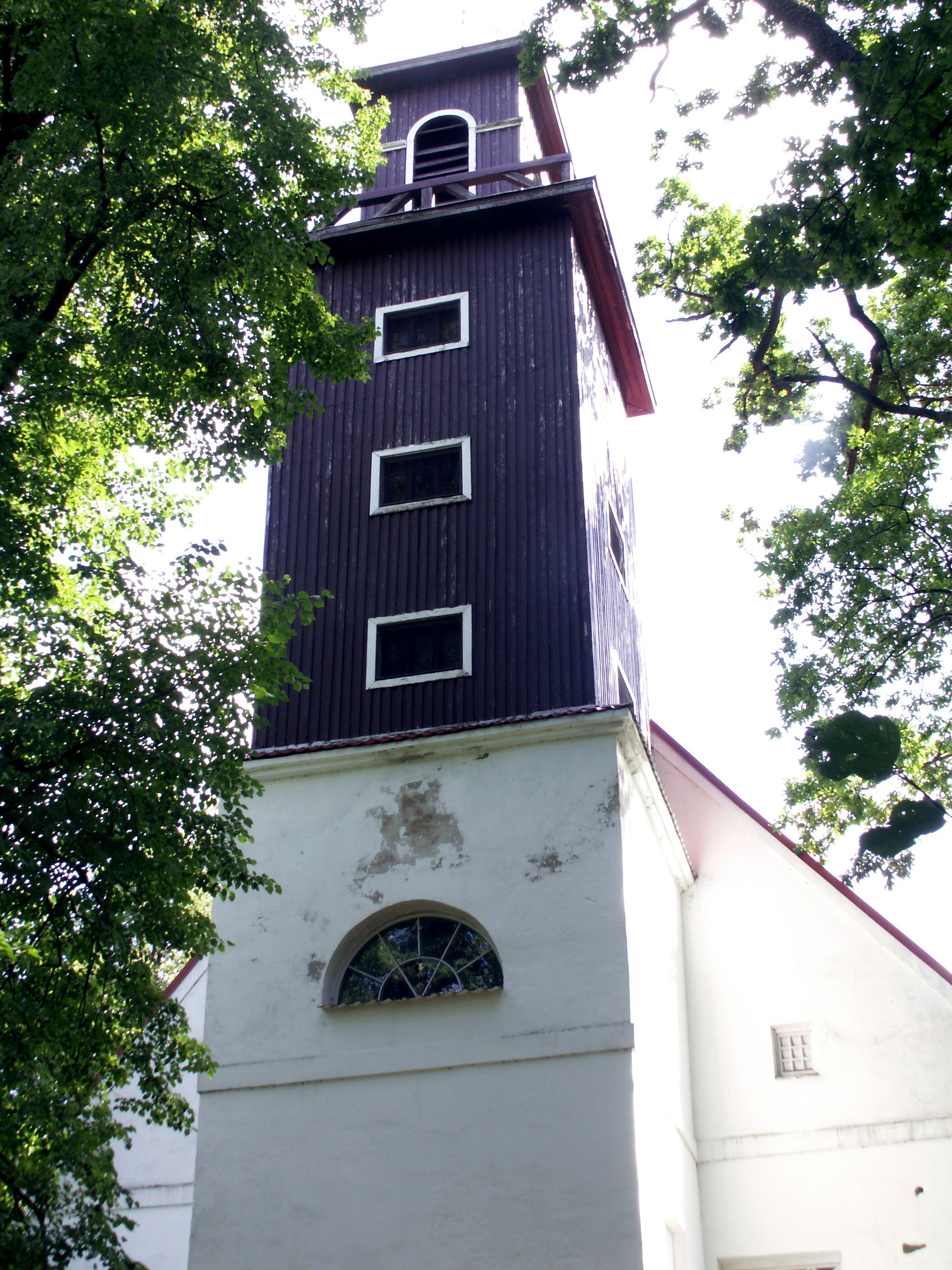
Здание кирхи до реконструкции